# Lechenaultia lutescens
Lechenaultia lutescens är en tvåhjärtbladig växtart som beskrevs av D.A. Morrison och R.C. Carolin. Lechenaultia lutescens ingår i släktet Lechenaultia och familjen Goodeniaceae. Inga underarter finns listade i Catalogue of Life.